# The Ultimate Collection (албум групе Парни ваљак)
The Ultimate Collection је пети компилацијски албум групе Парни ваљак објављен 2009. године и обухвата све песме Парног ваљка објављене у периоду од 1984. до 2005. године, као и песму „Након свих година“ која је објављена 2009. са којим се група вратила на сцену након 4 године паузе.

## Списак песама

### ЦД 1
| Списак песама | Списак песама                       | Албум               | Година       |
| 1.            | Ухвати ритам                        | Ухвати ритам        | 1984. године |
| 2.            | Остани с њим                        | Ухвати ритам        | 1984. године |
| 3.            | Пусти нек' траје                    | Ухвати ритам        | 1984. године |
| 4.            | Само она зна                        | Ухвати ритам        | 1984. године |
| 5.            | Угаси ме                            | Покрени се!         | 1985. године |
| 6.            | Гледам је док спава                 | Покрени се!         | 1985. године |
| 7.            | Мала                                | Покрени се!         | 1985. године |
| 8.            | Кад ме додирне                      | Анђели се досађују? | 1987. године |
| 9.            | Јесен у мени                        | Анђели се досађују? | 1987. године |
| 10.           | Загреб има исти позивни             | Анђели се досађују? | 1987. године |
| 11.           | Проклета недеља (Што је иза облака) | Сјај у очима        | 1988. године |
| 12.           | Сјај у очима                        | Сјај у очима        | 1988. године |
| 13.           | Моја је пјесма је лагана            | Сјај у очима        | 1988. године |
| 14.           | Париз                               | Ловци снова         | 1990         |
| 15.           | Пролазак                            | Ловци снова         | 1990         |
| 16.           | Време љубави                        | Ловци снова         | 1990         |
| 17.           | Сузе не гасе ватре                  | Ловци снова         | 1990         |